# Kristīne Blaževiča
Kristīne Blaževiča (* 11. Dezember 2001 in Riga) ist eine lettische Leichtathletin, die sich auf den Siebenkampf spezialisiert hat. Ihre Mutter Jeļena Blaževiča war ebenfalls als Leichtathletin aktiv.

## Sportliche Laufbahn
Erste internationale Erfahrungen sammelte Kristīne Blaževiča im Jahr 2017, als sie bei den U18-Weltmeisterschaften in Nairobi mit 6,08 m den sechsten Platz im Weitsprung belegte. Anschließend belegte sie beim Europäischen Olympischen Jugendfestival (EYOF) in Győr in 13,97 s den fünften Platz im 100-Meter-Hürdenlauf und schied mit der lettischen 4-mal-100-Meter-Staffel mit 48,39 s im Vorlauf aus. Im Jahr darauf gewann sie bei den U18-Europameisterschaften ebendort mit 5629 Punkten die Silbermedaille im Siebenkampf und schied über 100 m Hürden mit 13,98 s im Halbfinale aus. 2020 begann sie ein Marketing-Studium an der University of Texas in den Vereinigten Staaten und im Jahr darauf belegte sie bei den U23-Europameisterschaften in Tallinn mit 6007 Punkten den fünften Platz im Siebenkampf. 2023 wurde sie NCAA-Hallenmeisterin im Fünfkampf und im Juli gelangte sie bei der 2. Liga der Team-Europameisterschaft im Rahmen der Europaspiele in Chorzów in 13,76 s den zwölften Platz über 100 m Hürden und belegte im Weitsprung mit 6,14 m den siebten Platz. Anschließend wurde sie bei den U23-Europameisterschaften in Tallinn mit 3859 Punkten 22. im Siebenkampf.
2022 wurde Blaževiča lettische Meisterin im 100-Meter-Hürdenlauf.

## Persönliche Bestleistungen
- 100 m Hürden: 13,38 s (+1,3 m/s), 12. Mai 2023 in Norman
  - 60 m Hürden (Halle): 8,36 s, 2. Februar 2024 in Albuquerque
- Weitsprung: 6,34 m (+0,8 m/s), 30. April 2022 in Baton Rouge
- Siebenkampf: 6146 Punkte, 13. Mai 2023 in Norman
  - Fünfkampf (Halle): 4430 Punkte, 23. Februar 2024 in Lubbock